# エナメル滴
エナメル滴（エナメルてき、エナメル真珠、エナメル腫とも）は、歯において、歯根表面のように本来存在しない場所に存在しているエナメル質のこと。
エナメル滴は基本的にヘルトウィッヒ上皮鞘によって形成される。通常であれば歯根にて象牙質の形成が開始されると、上皮鞘は崩壊して歯根表面から離れ、歯嚢の細胞が象牙前質と接触してセメント芽細胞へと分化し、セメント質の形成が開始される。しかしながら、上皮鞘の細胞が象牙前質に付着し、残存している場合、完全な機能を持つエナメル芽細胞に分化する。このエナメル芽細胞により産生されたエナメル質がエナメル滴である。

## 概要
最もエナメル滴が多いのは上下顎の第三大臼歯特に上顎の根分岐部である。塩田らは、上顎第三大臼歯の17%にエナメル滴が見られたと報告している。一方、乳歯や永久歯前歯では見られない。
エナメル滴はエナメル質だけで構成されているものだけでなく、象牙質を有するもの、歯髄腔をも有するものが存在する。エナメル滴におけるエナメル質の構造は正常なエネメル質の構造と違いは認められない。